# Organización Central de Inteligencia
La Organización Central de Inteligencia (CIO, siglas en inglés; OCI, siglas en español) es el servicio de inteligencia o "policía secreta" de la República de Zimbabue. Fue concebido como el brazo de inteligencia externa de la Brigada Especial de Policía de Sudáfrica del Sur a principios de la década de 1960, bajo el primer ministro de Rhodesia del Sur Winston Field.

## Historia
El CIO se formó en Rhodesia siguiendo las instrucciones del primer ministro Winston Field en 1963 en la disolución de la Federación de Rhodesia y Nyasaland, y reemplazó al Buró de Seguridad e Inteligencia Federal, que era una oficina coordinadora que analizaba la inteligencia reunida por el policía británica de Sudáfrica (BSAP) y las fuerzas policiales de Rhodesia del Norte y Nyasalandia.
El primer jefe del CIO fue el subcomisionado Ken Flower; durante su mandato, el Cuartel General de la Rama Especial de BSAP se incorporó al CIO, mientras que la Rama Especial mantuvo su función de seguridad interna dentro del BSAP. El subdirector del CIO, y eventual sucesor de Flower, fue Danny Stannard. Su hermano Richard Stannard, un excapitán de la Policía Militar del Ejército británico, se convirtió en el director de Inteligencia Militar (DMI) bajo Robert Mugabe. Richard, a veces también conocido como "Slick", era, al igual que Emmerson Mnangagwa, conocido por haber sido reclutado por otro servicio de inteligencia extranjero [inicialmente], pero no únicamente, para penetrar a sus antiguos colegas en BMATT, el ejército británico. Equipo de Entrenamiento enviado para ayudar en la formación del nuevo Ejército Nacional de Zimbabue.
El primer ministro Mugabe mantuvo a Flower en el papel de jefe del CIO después del gobierno de la mayoría en 1980, cuando el nombre del país cambió a Zimbabue. Flower no tenía más que una relación profesional con el MI6 a pesar de los rumores de que había conspirado encubierta e intermitentemente con los servicios de inteligencia británicos para socavar el gobierno de Ian Smith. Sin embargo, tenía una relación profesional especialmente buena con Sir Dick Franks, el jefe del MI6 en ese momento, como lo había hecho con todas las demás agencias de inteligencia principales.
Además de la información contenida en ZWE38448.E de 12 de marzo de 2002, y ZWE38050.E de 2 de noviembre de 2001, los informes de los medios indican que la Organización Central de Inteligencia (CIO), ostensiblemente tiene poderes de arresto y detención (AFP 1 de abril de 2002; Orlando Sentinel 29 de marzo de 2002). También se sabe que el CIO perpetra actos de violencia contra la oposición política (The Observer, 3 de marzo de 2002, Amnistía Internacional, 12 de marzo de 2002).
Antes de las elecciones de marzo de 2002, el Movimiento para el Cambio Democrático (MDC) se quejó de que sus líderes eran "constantemente hostigados, intimidados y detenidos por el CIO y la policía" (The Star, 15 de febrero de 2002). The Star cita el Boletín Financiero de Zimbabue alegando que "agentes de CIO de la unidad de contrainteligencia estaban trabajando con funcionarios del Ministerio de Asuntos Exteriores para supervisar las actividades y movimientos de los observadores internacionales antes de la crítica encuesta de dos días" (ibid.).
El observador del 3 de marzo de 2002 informó que, en 2000, un agente electoral del MDC, Tichoana Chiminya y otro activista del Movimiento Democrático de Cambio, Talent Mabika, fueron quemados a muerte por un oficial del CIO llamado Joseph Mwale.
Un comunicado de prensa de Amnistía Internacional de 12 de marzo de 2002 establece que:
Varias fuentes de derechos humanos en Zimbabue han informado que policías y agentes de inteligencia de seguridad de la Organización Central de Inteligencia (CIO) están apuntando a los monitores de ZESN (Zimbabwe Election Support Network) para hostigamiento y detención bajo órdenes de superiores.
En marzo de 2002, agentes de CIO arrestaron a un corresponsal zimbabuense del Daily Telegraph de Londres, Peta Thornycroft, que había ido a Chimanimani (unos 480 kilómetros al este de Harare) para investigar la violencia electoral del partido gobernante, la Unión Nacional Africana de Zimbabue (ZANU). contra la oposición política (AFP 1 de abril de 2002, Orlando Sentinel 29 de marzo de 2002). Bajo las "nuevas leyes de seguridad del estado", se esperaba que "enfrentara cargos de incitación a la violencia y publicación de 'declaraciones falsas que podrían ser perjudiciales para la seguridad del Estado'" (ibíd.). Según los informes, el Parlamento aprobó "el proyecto de ley de orden público y seguridad ... por aclamación y no mediante voto formal" en enero de 2002 (The Guardian, 10 de enero de 2002). Según informes, estas leyes otorgaron "amplios poderes para reprimir a la oposición" (ibid.). Peta Thornycroft habría sido liberado por la policía "por orden del Tribunal Supremo después de cuatro noches de detención" (AFP 1 de abril de 2002).
No se encontraron informes sobre el mandato oficial, las políticas y los procedimientos del CIO y sobre cómo se ven sus uniformes entre las fuentes consultadas por la Dirección de Investigación.
Esta respuesta se preparó después de investigar la información de acceso público actualmente disponible para la Dirección de Investigación dentro de las limitaciones de tiempo. Esta respuesta no es, y no pretende ser, concluyente en cuanto al mérito de cualquier reclamo particular de la condición de refugiado o asilo.
En los últimos años, organizaciones internacionales de derechos humanos, como Amnistía Internacional, han criticado el papel del CIO en la presunta represión interna, que en ocasiones se considera tortura.
Varias fuentes de derechos humanos en Zimbabue han informado que policías y agentes de inteligencia de seguridad de la Organización Central de Inteligencia (CIO) están apuntando a los monitores del ZESN (Red de Soporte para la Elección de Zimbabue) para hostigamiento y detención bajo órdenes de superiores.
En marzo de 2002, agentes de CIO arrestaron a un corresponsal zimbabuense del Daily Telegraph de Londres, Peta Thornycroft, que había ido a Chimanimani (unos 480 kilómetros al este de Harare) para investigar la violencia electoral del partido gobernante, la Unión Nacional Africana de Zimbabue (ZANU). contra la oposición política (AFP 1 de abril de 2002, Orlando Sentinel 29 de marzo de 2002). Bajo las "nuevas leyes de seguridad del estado", se esperaba que "enfrentara cargos de incitación a la violencia y publicación de 'declaraciones falsas que podrían ser perjudiciales para la seguridad del Estado'" (ibíd.). Según los informes, el Parlamento aprobó "el proyecto de ley de orden público y seguridad ... por aclamación y no mediante voto formal" en enero de 2002 (The Guardian, 10 de enero de 2002). Según informes, estas leyes otorgaron "amplios poderes para reprimir a la oposición" (ibid.). Peta Thornycroft habría sido liberado por la policía "por orden del Tribunal Supremo después de cuatro noches de detención" (AFP 1 de abril de 2002).
No se encontraron informes sobre el mandato oficial, las políticas y los procedimientos del CIO y sobre cómo se ven sus uniformes entre las fuentes consultadas por la Dirección de Investigación.
Esta respuesta se preparó después de investigar la información de acceso público actualmente disponible para la Dirección de Investigación dentro de las limitaciones de tiempo. Esta respuesta no es, y no pretende ser, concluyente en cuanto al mérito de cualquier reclamo particular de la condición de refugiado o asilo.
En los últimos años, organizaciones internacionales de derechos humanos, como Amnistía Internacional, han criticado el papel del CIO en la presunta represión interna, que en ocasiones se considera tortura.
En su libro Serving Secretly (sirviendo secretamente), Flower se quejó de la influencia indebida de los católicos irlandeses en los primeros puestos durante sus primeros días en la policía de BSA. Pensó que este asunto se había resuelto a fines de la década de 1940 después de una comisión de investigación. El comisionado de policía en el momento en que Mugabe se convirtió en primer ministro, la mayoría de los otros altos oficiales de policía eran católicos e irlandeses o tenían fuertes conexiones irlandesas. La Organización Central de Inteligencia, también conocida como CIO, es una rama del sector de seguridad de Zimbabue cuya línea de trabajo está intrínsecamente clasificada. Durante mucho tiempo, la organización y sus operaciones han encendido el debate público y alimentado la especulación.

## Estructura
Isaac Moyo es el director del CIO y se lo conoce como director general. Él es suplente de Aaron Nhepera. La organización de inteligencia consta de nueve ramas clave que incluyen interna, externa, contrainteligencia, inteligencia militar, capacitación, unidad de seguridad cercana, técnica, administrativa y otra simplemente conocida como rama seis. Los otros directores que vienen inmediatamente después de Moyo dirigen estas otras ramas. Los directores están obligados a informar directamente al Presidente evitando efectivamente al ministro de defensa. Inmediatamente debajo de los directores hay subdirectores, subdirectores, oficiales de inteligencia provinciales, oficiales de inteligencia del distrito, oficiales superiores de inteligencia, oficiales auxiliares de inteligencia y oficiales de inteligencia de nivel ordinario.

## Abusos y violaciones de derechos humanos y malas prácticas
La función de la organización es proporcionar seguridad de alto nivel al estado frente a las amenazas dentro y fuera de Zimbabue. La organización también ofrece seguridad de alto nivel a funcionarios gubernamentales de alto rango como el presidente, varios empleados del gobierno como ministros y diplomáticos que trabajan dentro y fuera de Zimbabue. A nivel regional, la organización trabaja con otras organizaciones de inteligencia de otros países africanos en un organismo regional llamado CISSA de Servicios Centrales de Inteligencia y Seguridad para abordar problemas que amenazan la estabilidad del continente y obstaculizan el desarrollo como el terrorismo y el extremismo.

## Reclutamiento
Solicitar un trabajo en la organización no es de conocimiento público como otras armas del sector de seguridad de Zimbabue como la policía o el ejército. Se ha propuesto que recluten personas con vínculos preexistentes y otros incluso han propuesto que el proceso de reclutamiento es un proceso largo en el que se investiga al que se está contratando para verificar su idoneidad para el trabajo. Hay informes que vinculan a la organización con la Universidad Estatal de Midlands en la que se dice que la organización apunta a graduados universitarios para sus sesiones de reclutamiento, Matebeleland es también una de las supuestas áreas en las que se dice que las sesiones de reclutamiento tuvieron lugar en los últimos años.